# Paulos Korrea
Paulos Korrea (Παύλος Κορρέα; Pafo, 14 luglio 1998) è un calciatore cipriota, difensore del Nyíregyháza.

## Carriera

### Club
Cresciuto nel settore giovanile dell'Anorthōsis, debutta in prima squadra il 30 maggio 2017 in occasione dell'incontro di A' Katīgoria perso 1-0 contro l'AEK Larnaca.
Nel 2024 si trasferisce al Volo, nella prima divisione greca.

### Nazionale
Ha giocato nella nazionale cipriota Under-21.
Nel 2022 ha esordito nella nazionale maggiore.

## Statistiche
Statistiche aggiornate al 21 ottobre 2021.

### Presenze e reti nei club
| Stagione        | Squadra         | Campionato      | Campionato | Campionato | Coppe nazionali | Coppe nazionali | Coppe nazionali | Coppe continentali | Coppe continentali | Coppe continentali | Altre coppe | Altre coppe | Altre coppe | Totale | Totale | Totale |
| Stagione        | Squadra         | Comp            | Pres       | Reti       | Comp            | Pres            | Reti            | Comp               | Pres               | Reti               | Comp        | Pres        | Reti        | Pres   | Reti   |        |
| --------------- | --------------- | --------------- | ---------- | ---------- | --------------- | --------------- | --------------- | ------------------ | ------------------ | ------------------ | ----------- | ----------- | ----------- | ------ | ------ | ------ |
| 2016-2017       | Anorthōsis      | A               | 1          | 0          | CC              | 0               | 0               |                    | -                  | -                  |             | -           | -           | 1      | 0      |        |
| 2017-2018       | Anorthōsis      | A               | 0          | 0          | CC              | 0               | 0               |                    | -                  | -                  |             | -           | -           | 0      | 0      |        |
| 2018-2019       | Arīs Limassol   | B               | 16         | 1          | CC              | 2               | 0               |                    | -                  | -                  |             | -           | -           | 18     | 1      |        |
| 2019-gen. 2020  | Anorthōsis      | A               | 0          | 0          | CC              | 0               | 0               |                    | -                  | -                  |             | -           | -           | 0      | 0      |        |
| gen.-giu. 2020  | Ethnikos Achnas | A               | 5          | 0          | CC              | 3               | 0               |                    | -                  | -                  |             | -           | -           | 8      | 0      |        |
| 2020-2021       | Anorthōsis      | A               | 11         | 1          | CC              | 3               | 2               | UEL                | 0                  | 0                  |             | -           | -           | 14     | 3      |        |
| 2021-2022       | Anorthōsis      | A               | 4          | 0          | CC              | 0               | 0               | UEL+UECL           | 1+3                | 0                  | SC          | 1           | 0           | 9      | 0      |        |
| Totale carriera | Totale carriera | Totale carriera | 37         | 2          |                 | 8               | 2               |                    | 4                  | 0                  |             | 1           | 0           | 50     | 4      |        |

## Palmarès

### Club

#### Competizioni nazionali
- Coppa di Cipro: 1

Anorthōsis: 2020-2021